# 長筒猿金花蟲
長筒猿金花蟲（学名：Chalcolema cylindrica）为金花蟲科長筒猿金花蟲下的一个种。